# Magadha
Magadha (मगध), někdy též Magadhsko, bylo království ve starověké Indii, jehož území se rozprostíralo na severu Indického subkontinentu. Hlavní město Magadhy byla Rádžagrha (dnešní Rádžgir v Biháru). O Magadze se dochovaly četné zmínky již v Rámájaně, Mahábháratě, Puránách a buddhistických i džinistických textech.
Bylo to právě království Magadhy, kde vznikl buddhismus i džinismus, dnes jedny z nejrozšířenějších náboženství na světě. Kořeny mnoha dynastií, které se později ujaly vlády v oblasti Indického subkontinentu sahají do Magadhy. Za všechny se dá jmenovat dynastie Maurjů a jejich Maurijská říše, či říše Guptovců.

## Dějiny

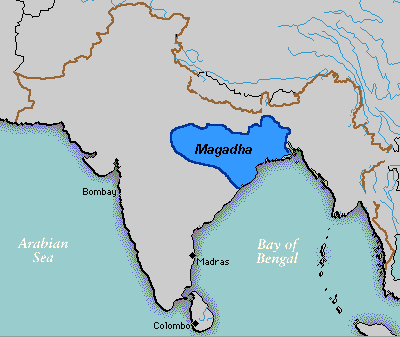
Přibližný rozsah Magadhska
v 5. století př. n. l.

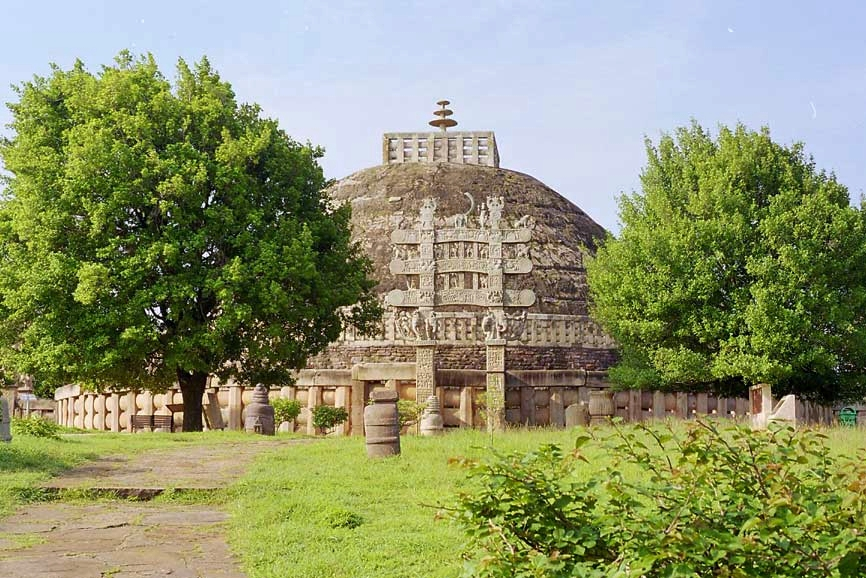
Stúpa v Sáňčí, kterou dal podle tradice postavit sám Ašóka

O raně magadhských vládcích existuje jen několik zpráv, o které je možno se opřít. Nejdůležitějším zdrojem jsou asi Purány, šrí lanské buddhistické kroniky a další džinistické i buddhistické texty jako Pálijský kánon apod. Podle těchto zdrojů byla první vládnoucí dynastií Magadhské říše dynastie Šaišunágů, která byla u moci asi dvě století – přibližně mezi lety 684 a 424 př. n. l. Během vlády této dynastie se v malém háji u vesnice Lumbiní narodil Siddhártha Gautama, princ z rodu Šákjů, který se později stal buddhou a ve známost vešel prostě jako Buddha.
První doložený král šaišunágovské dynastie, král Bimbisára, rozšířil území Magadhy o mnohá území; a to jak mírovými cestami (např. o Kóšalsko), tak dobyvačnými nájezdy (zejména na království Anga, které zabíralo území přibližně odpovídající dnešnímu Západnímu Bengálsku). Po násilné smrti Bimbisáry se vlády ujal jeho syn princ Adžátašatru. Zprávy o příčinách války mezi novým králem Magadhy a zemí Liččhaviů, která se rozprostírala na sever od řeky Gangy, se liší. Je však pravděpodobné, že válečný konflikt mezi zeměmi vznikl na základě sporu o právo vybírat průjezdové poplatky na Ganze. Adžátašatru vyslal k Liččhaviům jednoho ze svých ministrů, který vnesl mezi Liččhavie vnitřní neshody. Jakmile Adžátašatru nechal postavit v Patáliputře velkou pevnost, již bylo snadné Liččhavie porazit. Džinistické texty se zmiňují o dvou nových zbraních, které Adžátašatru použil k poražení Liččhaviů: katapult, a jakýsi obrněný válečný vůz, který se svým principem podobal moderním tankům. Po porážce Liččhaviů již Magadze nic nestálo v cestě a Patáliputra se brzy stala centrem obchodu a po Adžátašatrově smrti i hlavním městem Magadhy.

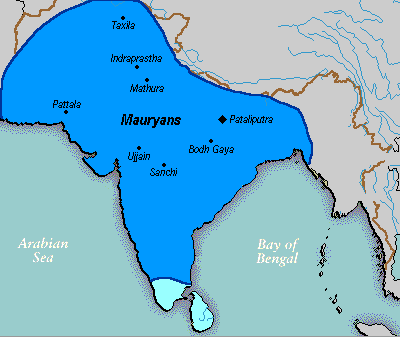
Magadha za dob svého největšího územního rozmachu, za dob vlády dynastie Maurjů

Šaišunágovskou dynastii pak vystřídala dynastie Nandovců, též nazývána „dynastie devíti Nandovců“ a to podle skutečnosti, že první vládce Nandovců Mahápadma Nanda měl osm synů. Tato dynastie vládla Magadze okolo sta let.
Roku 326 př. n. l. se k západním hranicím Magadhy přiblížila armáda Alexandra Velikého. Vojsko však již bylo velmi vyčerpané dlouholetými boji, navíc započalo období monzunů, takže vytrvalé deště sužovaly celou armádu. Vojáci proto přesvědčili Alexandra Makedonského, aby se navrátili domů; s Magadhskou říší se tak již neutkali.
Okolo roku 321 př. n. l. dynastie Nandovců zanikla a byla nahrazena dynastií Maurjů, přičemž prvním králem z této dynastie se stal Čandragupta Maurja. Zejména pozdější král Ašóka rozšířil říši na značnou část území Jižní Asie. Ašóka, zprvu znám jako „Ašóka krutý“, nejdříve dobýval ostatní říše pomocí válečných výprav. Poté, co se obrátil na buddhismus, začal s mírovými misiemi a šířením buddhismu do dalších částí Asie. Po skončení vlády Maurjů započala Magadze vládnout poslední dynastie, dynastie Guptovců. Během doby její vlády zažila Indie rozmach věd, matematiky, astronomie, filosofie i náboženství.